# Coryphosima nimbana
Coryphosima nimbana is een rechtvleugelig insect uit de familie veldsprinkhanen (Acrididae). De wetenschappelijke naam van deze soort is voor het eerst geldig gepubliceerd in 1958 door Lucien Chopard.